# Ronde van de Alpes-Maritimes
De Ronde van de Alpes-Maritimes is vanaf 2024 de nieuwe naam van de als Ronde van de Haut-Var bekende meerdaagse wielerwedstrijd die jaarlijks in het departement Alpes-Maritimes, in het zuiden van Frankrijk, wordt verreden. De wedstrijd maakt sinds 2005 deel uit van het Europese continentale circuit, de UCI Europe Tour, eerst als een eendaagse wedstrijd, sinds 2009 als een tweedaagse en vanaf 2019 tot 2023 werd de koers als een driedaagse rittenkoers verreden. Sinds 2024 is de wedstrijd weer een tweedaagse wedstrijd en werd de Classic Var opgericht waardoor de naam van deze wedstrijd werd aangepast naar de Ronde van de Alpes-Maritimes.

## Geschiedenis
De wedstrijd ging in 1969 van start onder de naam “Nice-Seillans” en later werd de naam gewijzigd tot “Tour du Haut-Var”. De in 2020 aangenomen naam “Tour des Alpes-Maritimes et du Var Nice-Matin” is een gevolg van de samenwerking met het regionale dagblad Var-Matin.
De wedstrijd, die tot 2017 Draguignan als centrum plaats had, is een van de eerste wedstrijden in het Franse seizoen. Het parcours is vrij selectief, zeker voor de plaats in het seizoen, als veel renners nog niet in topvorm zijn. De wedstrijd geldt dan ook als een van de voorbereidende wedstrijden van Parijs-Nice. Van 1992 tot en met 2008 was de eendaagsewedstrijd onderdeel van de Coupe de France-kalender.
De Nederlander Joop Zoetemelk is samen met Arthur Vichot met drie zeges recordhouder wat betreft het aantal overwinningen. De Belg Frans Verbeeck behoort tot de renners die de wedstrijd twee keer wisten te winnen.

## Lijst van winnaars

### Meervoudige winnaars
| Overwinningen | Renner           | Land      | Jaren            |
| ------------- | ---------------- | --------- | ---------------- |
| 3             | Joop Zoetemelk   | Nederland | 1973, 1979, 1983 |
| 3             | Arthur Vichot    | Frankrijk | 2013, 2016, 2017 |
| 2             | Frans Verbeeck   | België    | 1972, 1976       |
| 2             | Pascal Simon     | Frankrijk | 1980, 1986       |
| 2             | Eric Caritoux    | Frankrijk | 1984, 1991       |
| 2             | Gérard Rué       | Frankrijk | 1989, 1992       |
| 2             | Daniele Nardello | Italië    | 2000, 2001       |
| 2             | Laurent Jalabert | Frankrijk | 1998, 2002       |
| 2             | Davide Rebellin  | Italië    | 1999, 2008       |
| 2             | Thomas Voeckler  | Frankrijk | 2009, 2011       |
| 2             | Nairo Quintana   | Colombia  | 2020, 2022       |

### Overwinningen per land
| Overwinningen | Land                                               |
| ------------- | -------------------------------------------------- |
| 29            | Frankrijk                                          |
| 11            | Italië                                             |
| 5             | België, Nederland                                  |
| 3             | Colombia                                           |
| 1             | Duitsland, Ierland, Luxemburg, Verenigd Koninkrijk |

1969 · 1970 · 1971 · 1972 · 1973 · 1974 · 1975 · 1976 · 1977 · 1978 · 1979 · 1980 · 1981 · 1982 · 1983 · 1984 · 1985 · 1986 · 1987 · 1988 · 1989 · 1990 · 1991 · 1992 · 1993 · 1994 · 1995 · 1996 · 1997 · 1998 · 1999 · 2000 · 2001 · 2002 · 2003 · 2004 · 2005 · 2006 · 2007 · 2008 · 2009 · 2010 · 2011 · 2012 · 2013 · 2014 · 2015 · 2016 · 2017 · 2018 · 2019 · 
2020 · 2021 · 2022 · 2023 · 2024 · 2025